# Via Hadriana
Виа Адриана (на латински: Via Hadriana) е древен римски път, конструиран от император Адриан през 130 г. от Антинополис на река Нил в Египет към Червено море до пристанището Беренике. Пътят е завършен през 137 г.